# Kronhobl
Kronhobl ist ein Ort in der Stadtgemeinde Waidhofen an der Ybbs in Niederösterreich.

## Geografie
Die Streusiedlung Kronhobl befindet sich nordöstlich von Waidhofen auf einem Bergrücken, dessen höchster Punkt Schobersberg genannt wird und der sich nach St. Leonhard am Walde erstreckt. Die Siedlung besteht aus dem Ort Kronhobl auf einer Abflachung am Nordabfall und mehreren Einzellagen, die ebenfalls am Nordabfall des Rückens liegen, sowie aus dem Weiler Windhag auf dem Grat.

## Geschichte
In Kronhobl befand sich früher ein Steinbruch, in dem Schleifsteine hergestellt wurden. Laut Adressbuch von Österreich waren im Jahr 1938 in Kronhobl ein Holzschuherzeuger, ein Müller (mit Säge), ein Schmied und einige Landwirte ansässig.